# Pluisjesmos
Pluisjesmos (Dicranella) is een geslacht uit de gaffeltandmosfamilie (Dicranaceae).

## Soorten
Het geslacht pluisjesmos wordt in Nederland vertegenwoordigd door acht soorten.
- kroppluisjesmos (Dicranella cerviculata)
- gekroesd greppelmos (Dicranella crispa)
- gewoon pluisjesmos (Dicranella heteromalla)
- kalkgreppelmos (Dicranella howei)
- brongreppelmos (Dicranella palustris)
- leemgreppelmos (Dicranella rufescens)
- knolletjesgreppelmos (Dicranella staphylina)
- kleigreppelmos (Dicranella varia)

## Fotogalerij

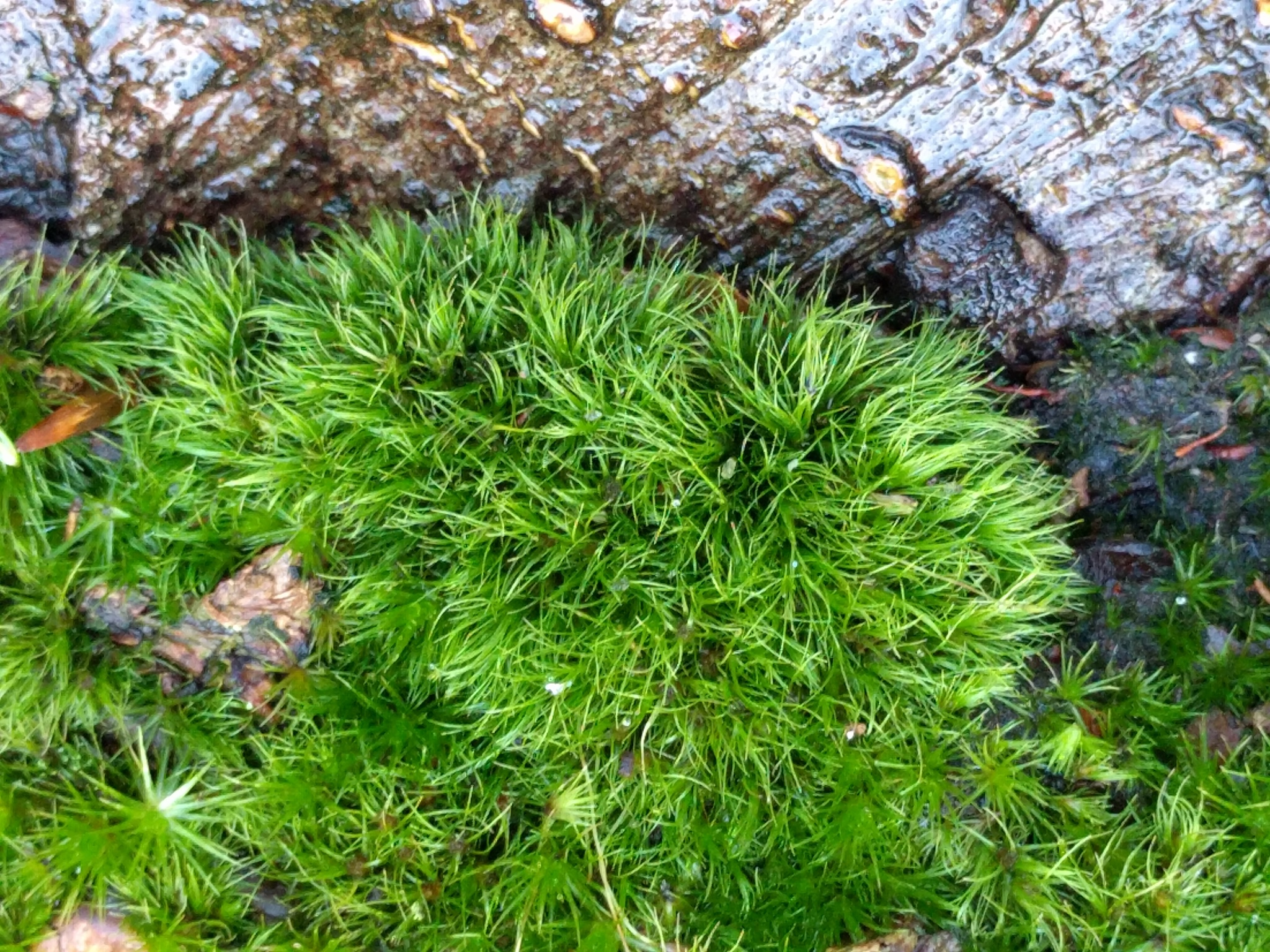
Gewoon pluisjesmos (Dicranella heteromalla)
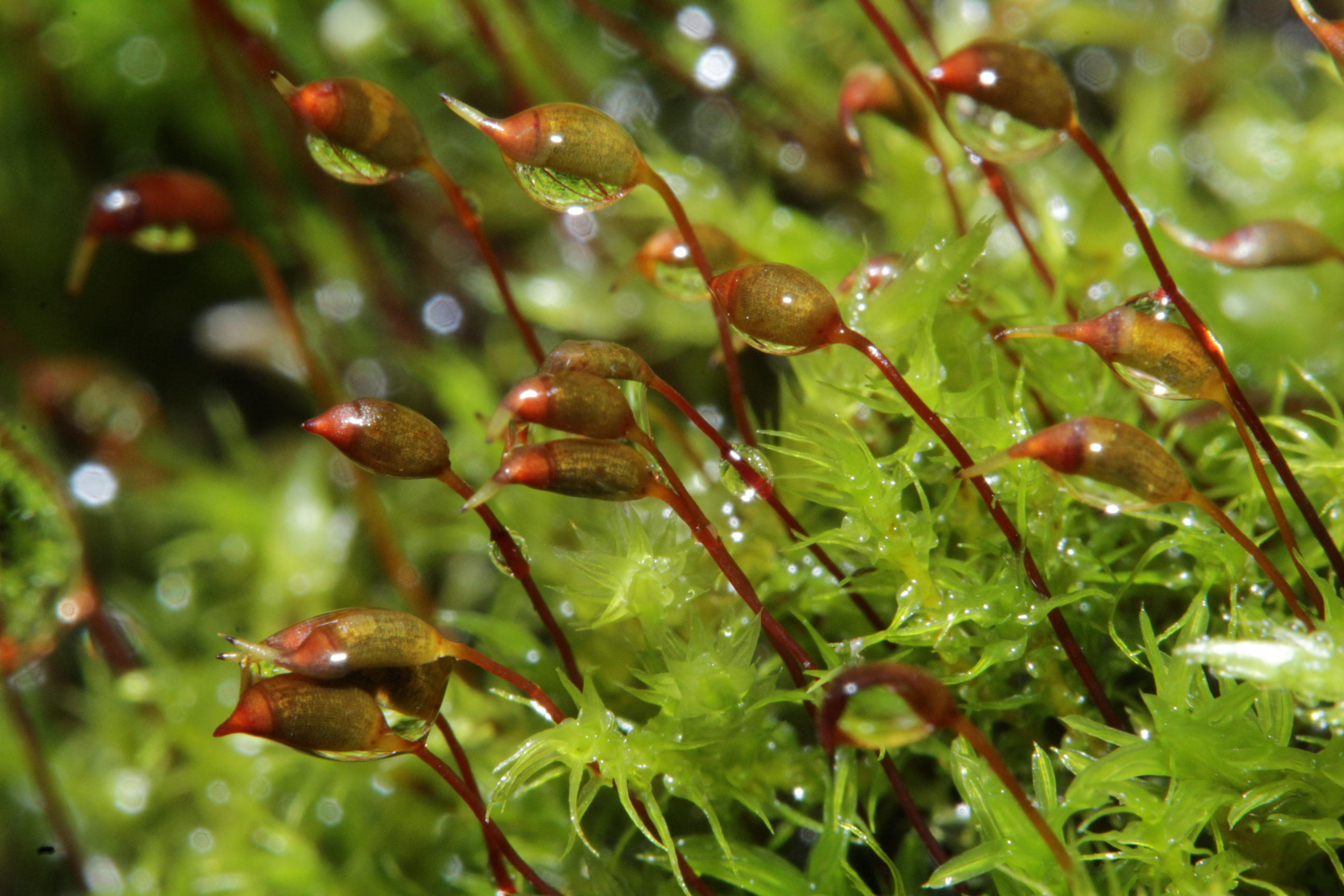
Hakig greppelmos (Dicranella schreberiana)
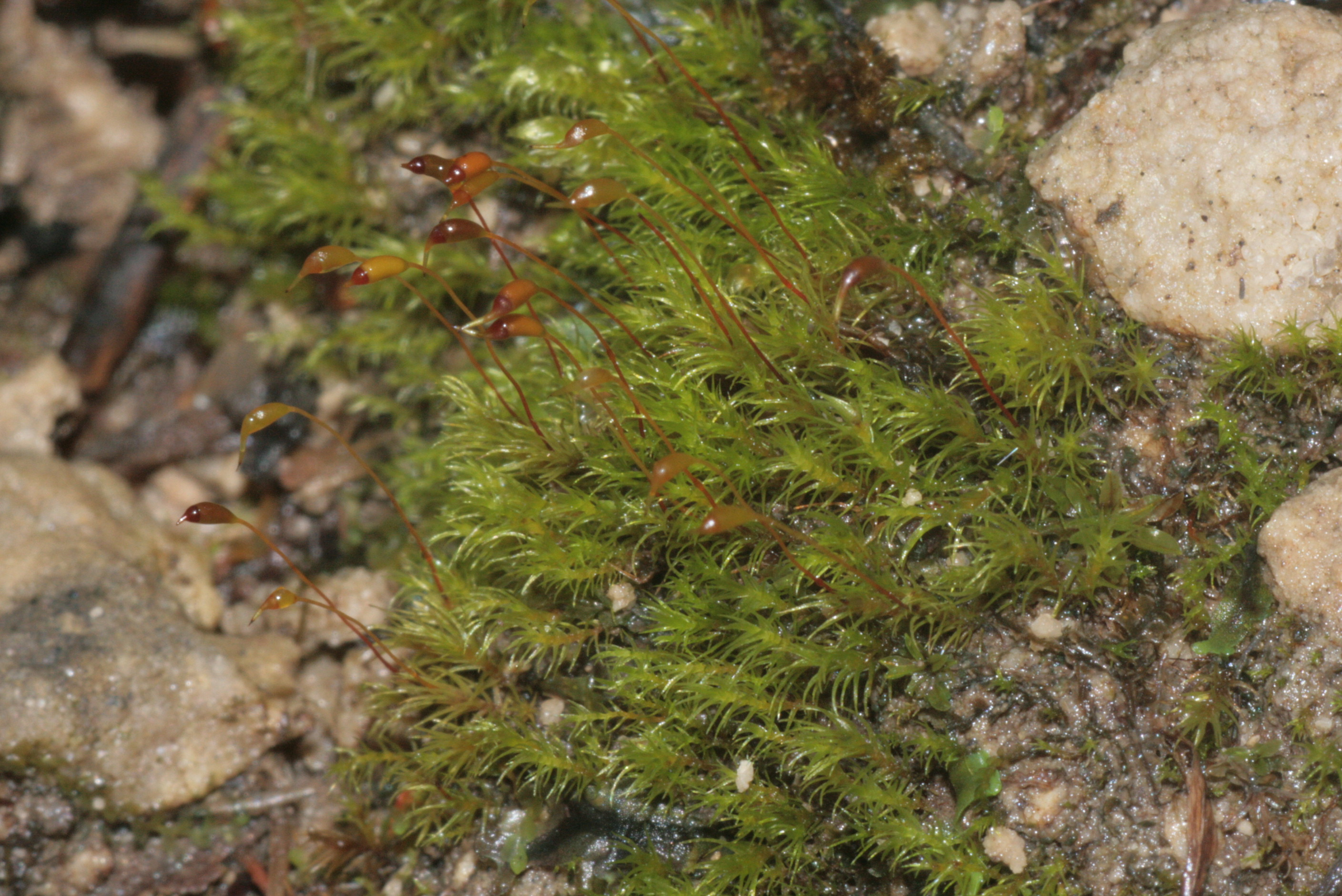
Kleigreppelmos (Dicranella varia)
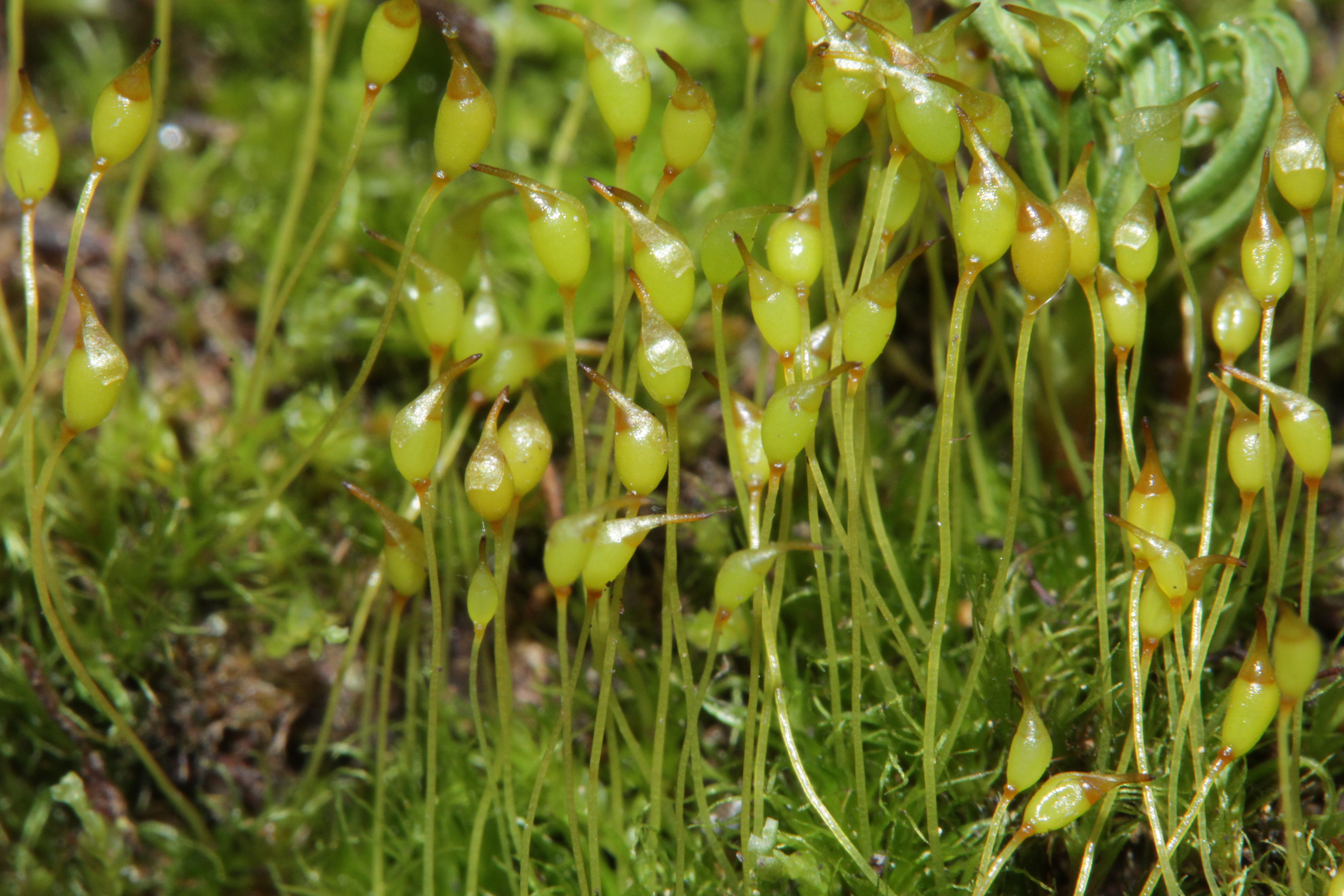
Kroppluisjesmos (Dicranella cerviculata)